# Michailas Anisimovas
Michailas Anisimovas, né le 11 octobre 1984, à Kiev, en Ukraine, est un joueur ukrainien naturalisé lituanien de basket-ball. Il évolue au poste de pivot.

## Palmarès
- Vainqueur de la ligue baltique 2009
- Vainqueur de l'EuroCoupe 2008-2009
- Champion du monde des 21 ans et moins 2005
- 3e du championnat d'Europe des 20 ans et moins 2004